# Maria Kazecka
Maria Antonina Kazecka-Morgenrot (ur. 1880 w Załoźcach, zm. 26 maja 1938 we Lwowie) – polska działaczka niepodległościowa, kulturalna i społeczna, uczestniczka wojen, w tym obrony Lwowa w 1918, pisarka i poetka.

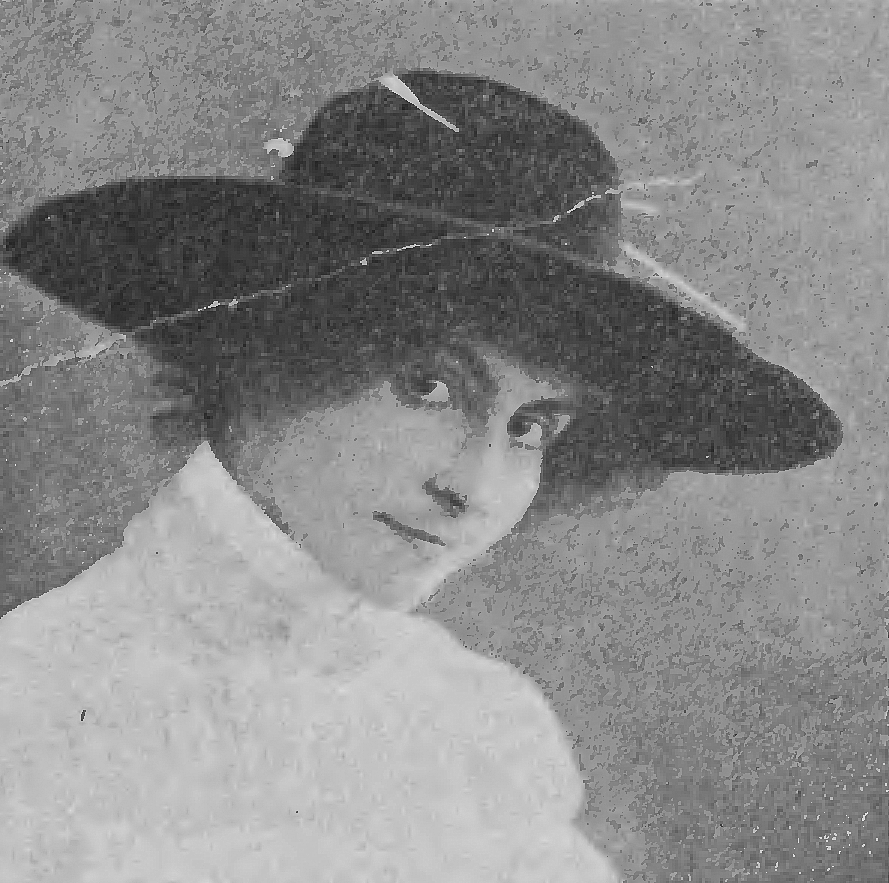
Maria Kazecka przed 1910

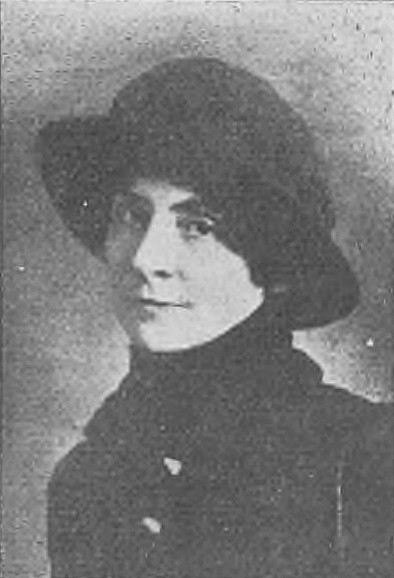
Maria Kazecka przed 1937

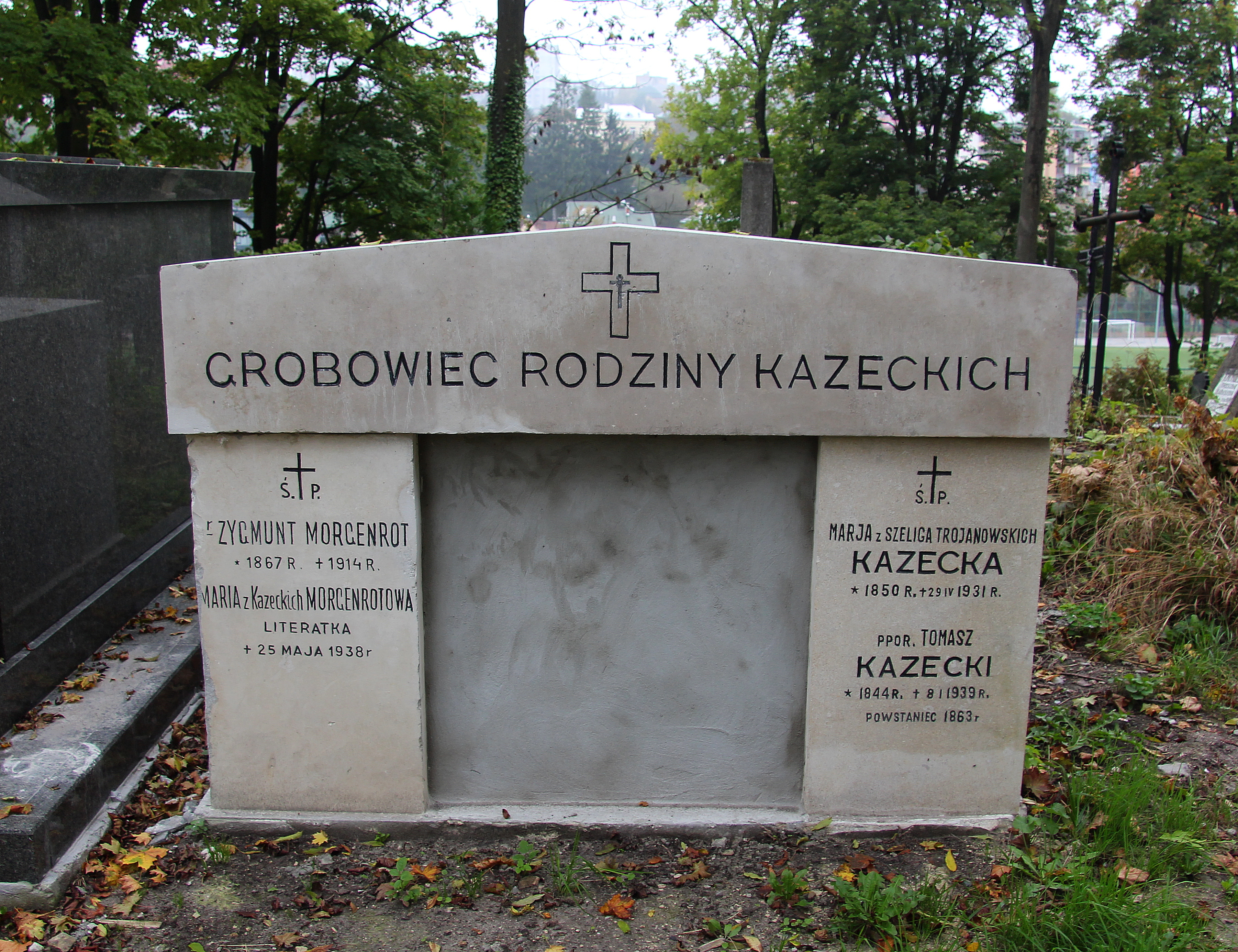
Grobowiec Kazeckich

## Życiorys
Urodziła się w 1880 w Załoźcach jako córka ppor. Tomasza Kazeckiego (powstaniec styczniowy, 1844-1939) i Marii Marcelli Antoniny z domu Trojanowskiej (1850-1931). Je dziadek był Sybirakiem. Uczęszczała do Prywatnego Gimnazjum Zofii Strzałkowskiej we Lwowie. Jako abiturientka tej szkoły w czerwcu 1900 zdała egzamin dojrzałości w c. k. seminarium nauczycielskim we Lwowie. Przed odzyskaniem niepodległości przez Polskę była działaczką niepodległościową i kulturalną (w Kole Literacko-Artystycznym). Była redaktorką „Żywego Dziennika”, organizującego program kulturalny, z którego dochód służył pomocy jednemu z chorych literatów. Należała do Towarzystwa Wzajemnej Pomocy Literatów i Artystów Polskich, w którego strukturach pełniła od 1907 roku funkcję członka wydziału i sekretarki (wraz z nią działaczami byli m.in. przewodnicząca Wanda Siemaszkowa oraz Józef Białynia Chołodecki i Kornel Makuszyński), a w 1913 roku zainicjowała organizowanie wieczorów, koncertów, wystaw, przedstawień polskich artystów w Kijowie. Przed 1914 prowadziła salon literacki we Lwowie.
Podczas I wojny światowej była komendantką pomocy dla jeńców Polaków i Legionistów. Prowadziła akcje polityczne i humanitarne na rzecz legionistów internowanych w Máramaros Sziget i w Huszt. U kresu wojny wzięła udział w obronie Lwowa w trakcie wojny polsko-ukraińskiej. Brała udział w walkach na odcinku II pod nazwą Szkoła św. Magdaleny. Pełniła funkcję sanitariuszki. Była organizatorką oddziałów pomocniczych żeńskich Małopolskich Oddziałów Armii Ochotniczej. Do końca wojny była komendantką oddziałów Pomocniczych żeńskich Armii Regularnej i Ochotniczej. W trakcie walk odniosła wówczas ciężkie rany, które spowodowały trwałe inwalidztwo.
W okresie II Rzeczypospolitej prowadziła we Lwowie działalność literacką. Jej wiersze ceniono od początku XX wieku. Wydała pięć tomików poezji. Publikowała na łamach „Gazety Lwowskiej” (nowele i wiersze) i „Kuriera Lwowskiego” (w którym jako felietonistka zamieściła szkic biograficzny o Janie Kasprowiczu). Opisywała pobyt Josepha Conrada w Polsce w 1914 roku. Ponadto jej twórczość ukazywała się w czasopiśmie „Świat Kobiecy”. W swoim pisarstwie upamiętniała legendę Orląt Lwowskich (np. wiersze: „Warta w Ogrodzie Kościuszki”, „Ostatnie liście” – ten ostatni napisany 4 listopada 1918 i poświęcony walczącym w Ogrodzie Jezuickim). Publikowała pod wieloma pseudonimami m.in. „Lady Capris”. Swoje kryptonimy literacki ukrywała do tego stopnia, że sygnowane nimi publikacje nie były rozpoznawane przez bliskie jej osoby. Jak przyznała w latach 30. „nie lubi osobistego kontaktu z ludźmi, a studia swe psychologiczne odbywa za pomocą niezwykle ciekawej korespondencji”. Była określana za jedną z najlepszych „piszących psychologów”, w swoich utworach podejmowała tematykę osób „nieszczęśliwych, rozgoryczonych, smutnych do dna duszy”. W drugiej połowie lat 30. współpracowała z pismem „Wschód”, gdzie drukowano jej artykuły i powieści. Pisała do końca życia.
Udzielała się w działalności społecznej i charytatywnej. Działała w ramach Centralnego Domu Żołnierza Polskiego im. Józefa Piłsudskiego we Lwowie, w 1921 roku została wybrana jedną z zastępczyń cywilnego zarządu pomocniczego. W 1922 była członkiem wydziału Towarzystwa Polskiego Żałobnego Krzyża dla okręgu lwowskiego. Była popularna w społeczności weteranów walk o niepodległość Polski.
Wraz z rodziną we Lwowie zamieszkiwała przy ulicy Józefa Ignacego Kraszewskiego 19. Była zamężna z dr. Zygmuntem Morgenrotem (1867-1914). Do końca życia ciężko chorowała. Zmarła 26 maja 1938, a jej pogrzeb został zorganizowany na koszt miasta Lwowa na Cmentarzu Obrońców Lwowa. Kondukt ulicami miasta prowadził ks. Gerard Szmyd, nad grobem przemawiali ks. Józef Panaś i kpt. Adam Świeżawski, a w ostatnim pożegniu – prócz jej ojca Tomasza – brał też udział inny weteran powstania styczniowego, Antoni Süss. Została pochowana w grobowcu rodzinnym na Cmentarzu Łyczakowskim.

## Publikacje
Tomiki wierszy
- Kędy milczy słońce (1903)[42][43][44]
- Akwarelle (1904)[45][46][47]
- Poezje, Tom III (1905)[48]
- Poezje (1907)[49]
- Utwory poetyckie wierszem i prozą (1900-1910, współautor: Zenon Przesmycki)[50]
- Lwów w pieśni poetów lwowskich (1919, antologia - oprac. Kazimierz Bukowski, współautorka)[51]
- Kwiaty dalekie, Tom V[20] (1932)[52][53][54]

Inne
- Leciutki romans Pani Tuty[31]
- Pod Szyfrą (powieść, wydana pod pseudonimem Lady Capris)[2]
- Z „Wierszy dla Ciebie” (w: Polski łan, 1918 – Maria Konopnicka)[55]
- List adresata nie dosięgnął (przeżycia Polaka w Legii Cudzoziemskiej) (opowiadanie, druk. w „Wschód” od nr 67/1937 do 72/1938)[6][56][57]
- Babunia. Obrazek z roku 1863 (opowiadanie, 1938)[58]

## Odznaczenia
- Krzyż Walecznych (1922)[b][2][6][18]
- Medal Niepodległości (9 listopada 1933, za pracę w dziele odzyskania niepodległości)[59][2][6][18]
- Medal Pamiątkowy za Wojnę 1918–1921[6][18]
- Krzyż Obrony Lwowa[2] z mieczami[6][18]
- Odznaka pamiątkowa „Orlęta”[6][18]
- Odznaka II Odcinka Obrony Lwowa[6][18]
- Odznaka 240 pułku piechoty[6][18]
- Krzyż Armii Ochotniczej[6][18]
- inne odznaczenia[2]